# Evelien Grob
Evelien Grob (Borne, 17 december 1991) is een Nederlandse handbalster die uitkomt in de Nederlandse Eredivisie voor SV Dalfsen.